# Valérie Decamp
Valérie Decamp, née le 20 août 1967, est une dirigeante d'entreprise française.
Directrice générale du quotidien gratuit Metro en France de 2002 à 2008, elle en assure le lancement. TF1 devient l'actionnaire de référence en 2003.
Présidente Directrice Générale du journal d’information économique et financière La Tribune de 2010 à 2012, elle a été la première femme propriétaire et dirigeante d'un quotidien national en France.
En février 2012, Valérie Decamp conseille  Aude de Thuin, fondatrice du Women's Forum for the Economy and Society, pour lancer le forum Osons la France.
Elle est depuis octobre 2016 Directrice Générale du groupe MEDIATRANSPORTS, qui rassemble les sociétés METROBUS, METROBUS Ile-de-France, MEDIAGARES et SMPA.

## Formation et Parcours
Bachelière à 17 ans, Valérie Decamp commence sa carrière à 20 ans au sein de l’entreprise Jet Services courrier avant de rejoindre Chantelle, leader de la lingerie française .
En 1995, elle intègre NRJ. Elle y occupera successivement les postes de Chef de Publicité (1995-1997), de Chef des Ventes (1997-1998), de Directrice commerciale (1998-2000) et de Directrice de la Stratégie du Groupe (2000-2002).
En 2002, elle travaille pour Metro International en tant que directrice générale de Metro France, chargée du lancement et du développement du quotidien d’information gratuit dans l’hexagone. Metro sera le premier quotidien gratuit rentable pendant trois années consécutives (2005, 2006 et 2007).
En 2008, Valérie Decamp est nommée Directrice générale du quotidien La Tribune, poste qu’elle occupera jusqu’en 2010.
En 2010, Alain Weill, PDG du groupe NextRadioTV à qui appartient alors le titre, cède à Valérie Decamp 80 % du capital de La Tribune.
Elle associe François Lenglet en qualité de Directeur des Rédactions au projet de relance du titre.
La Tribune se développe sur le numérique et les évènements, parmi lesquels les « La Tribune Women’s Awards » qui visent à récompenser des femmes aux parcours professionnels d’exception,.
Faute de liquidités, La Tribune Desfossés dépose le bilan en 2012.
Après avoir assuré depuis 2013 la Vice- Présidence de Media transports, leader de l'affichage publicitaire dans les transports, elle est depuis octobre 2016 Directrice Générale de METROBUS et gérante de MEDIAGARES, sociétés du groupe MEDIATRANSPORTS.
En 2016, elle a également contribué à l’organisation de la première édition du salon VivaTechnology, évènement consacré à l’innovation et à la transformation numérique, visant à faciliter le rapprochement entre grands groupes et start-ups innovantes. VivaTechnology a accueilli 45 000 visiteurs du 30 juin au 2 juillet 2016 au Parc des Expo - Porte de Versailles.
Sous sa direction, Médiatransports remporte en novembre 2021 les deux appels d’offres lancés par la RATP et SNCF Gares & Connexions et poursuivra l’exploitation publicitaire sur l’ensemble du réseau RATP et des gares SNCF françaises. Ces renouvellements s’inscrivent dans une démarche de diminution de l’empreinte carbone de l’activité publicitaire, allant dans le sens du développement d’une publicité plus responsable.

## Engagements
Valérie Decamp s’engage fortement en faveur de la visibilité des femmes Entrepreneures et Dirigeantes. Outre la création des Trophées « La Tribune Women’s Awards » en 2010, elle est également membre des réseaux féminins Women’s Forum et Financi’Elles.
Valérie Decamp est par ailleurs administratrice de l’ONG Europanova, créée en 2002, et cofondatrice du réseau Young European Leaders (40under40).
Membre du Comité SULLY, elle participe aussi au Siècle Numérique.
Elle siège également au Conseil d'Administration de l'ARPP (Autorité de Régulation Professionnelle de la Publicité).
Fin 2021, Valérie Decamp intervient dans le numéro spécial du magazine Stratégies « Les 50 – Les Nouveaux Mondes » pour évoquer les enjeux environnementaux et quelques pistes d’actions à mener pour faire évoluer les pratiques en entreprise comme à titre individuel et tendre vers une croissance plus durable.

## Polémique
En janvier 2020, Valérie Decamp s'oppose à la décision exécutoire obtenue en référé enjoignant à Mediatransports de réinstaller les affiches d'Alliance VITA sur les panneaux prévus dans le contrat les liant. En conséquence Médiatransports doit payer une astreinte journalière de 10 000 euros. La décision de Valérie Decamp n'étant absolument pas dans l'intérêt de son entreprise, l'avocat Régis de Castelnau considère qu'il semble là s'agir d'un abus de bien social. Sur le fond de l'affaire qui n'a pas encore été tranché, l'avocat indique que code pénal interdit aussi de refuser un service pour des raisons relevant de motifs discriminatoires. Erwan Le Morhedec interpelle Valérie Decamp : « Mediatransports s'est déjà illustrée par son opposition à la liberté d'expression, comment est-il possible qu'elle ne respecte pas la justice française »?

## Décorations
- Chevalier de la Légion d'honneur 14 juillet 2019[15].